# Fontana del Gigante
La fontana del Gigante (fontaine du Géant) est une fontaine monumentale de la ville de Naples datant du XVIIe siècle. Elle est située dans le cœur historique de la ville, via Partenope, près du Castel dell'Ovo.

## Histoire
La fontaine est l'œuvre de Pietro Bernini et de Michelangelo Naccherino, sur commande du duc d'Albe, don Antonio Àlvarez de Tolède. Elle était d'abord placée dans le largo du palais, aujourd'hui piazza Plebiscito à l'endroit où commence la salita del Gigante, aujourd'hui la via Cesario Console.
Tout près de la fontaine, se trouvait la statue du Géant (il Gigante), assemblée en 1670 après que fut retrouvée à Cumes un buste de Jupiter auquel furent ajoutées d'autres parties. La statue fut retirée en 1807.
La fontaine est retirée en 1815 de son emplacement original au moment de la reconstruction de la salita del Gigante. Elle est longtemps restée remisée pour être ensuite placée en 1882 près du palazzo dell'Immacolatella sur un petit môle, raison pour laquelle elle est parfois encore appelée « fontaine dell'Immacolatella ». Elle est de nouveau ôtée en 1886 et placée en 1889 dans le jardin de la villa del Popolo. En 1905, la fontaine est enlevée et mise en 1906 à son emplacement actuel.

## Description
La fontaine est structurée autour de trois arches au-dessus desquels sont placés des blasons symbolisant la ville, le vice-roi de Naples et le roi de l'époque. Sont également représentés des animaux et des divinités fluviales tenant des monstres marins. Deux cariatides se trouvent placées à chaque extrémité.

## Source de la traduction
- (it) Cet article est partiellement ou en totalité issu de l’article de Wikipédia en italien intitulé « Fontana del Gigante » (voir la liste des auteurs).